# オーストラリア労働党
オーストラリア労働党（オーストラリアろうどうとう、英語：Australian Labor Party、略号：ALP）は、オーストラリアの中道左派政党。保守連合（自由党と国民党の政党連合）と並ぶ二大政党の一つである。
党名がイギリス英語のLabourではなく、アメリカ英語のLaborなのは、設立にあたってアメリカの労働組合運動から影響を受けたことに由来する。これに対して、ニュージーランド労働党ではLabourの表記が採用されている。

## 概説
中道左派の社会民主主義政党で、進歩同盟に加盟。
オーストラリアでの労働運動の盛り上がりにより、1891年に創設された。オーストラリア連邦の創設を受けて1901年の連邦選挙で議席を争うオーストラリアで最も古い政党である。当時の保護主義者党と自由貿易党の二大政党から連立相手として政権に引き込まれ、1904年には早くもクリス・ワトソンを首相に就任させた。これは世界の労働者政党でも最も早い首相の地位の獲得である。以後も頻繁に政権与党となり首相を輩出してきた。第二次世界大戦前までは有色人種の移民労働者が賃金を引き下げることを恐れて白豪主義を強く支持していた。近年は多文化主義推進や環境問題に熱心に取り組んでいる。
2007年11月24日に投開票が行われた連邦下院総選挙で11年ぶりに政権与党となり、党首のケビン・ラッドは12月3日に首相に就任した。2010年6月24日、支持率低迷にあえぐラッドに代わり、ジュリア・ギラードが党首に就任。支持率回復を果たした新党首の下で総選挙に臨み、オーストラリア政治史上まれに見る大接戦の末、無所属議員を取り込んで与党の座を維持した。
しかし選挙後もギラードとラッドは主導権争いを繰り返し、ギラード政権下では8人の閣僚が辞任した。2013年6月26日の労働党の党首選挙では、ラッドがギラードに勝利して首相と党首に復帰した。
オーストラリア国民はこの内紛と混乱に嫌気が差し、労働党政権の支持率は低下した。2013年9月7日のオーストラリア総選挙は、前評判通りに野党の保守連合が過半数を獲得して労働党を下し、6年ぶりの政権交代が実現した。保守連合の勝因は、労働党への国民の失望とされる。
その後も野党暮らしが続いたが、2022年の総選挙では政権与党の気候変動対策や住宅価格高騰などに対する国民の不満を背景に第一党となり、9年ぶりの政権交代を実現させた。

## 組織
同党はすべての州と特別地域に支部をもつ、オーストラリア唯一の全国政党である。連邦レベルでは、党首 (the Leader) は連邦議員総会での選挙により選出される。全国議長 (the National President) のポストは党員の直接選挙によるが、名誉職である。

## 他国の中道左派政党との比較
『オーストラリア労働党について』によると、労働組合組織が党の組織に直接関連するのは、同党とイギリス労働党・ニュージーランド労働党である。
スウェーデン社会民主労働党・ノルウェー労働党は地方支部を通じて関連を保っている。

## 党首
- サイモン・クリーン（英語版）（2001年 - 2003年）
- マーク・レイサム（2003年 - 2005年）
- キム・ビーズリー（2005年 - 2006年）
- ケビン・ラッド（2006年 - 2010年）
- ジュリア・ギラード（2010年 - 2013年）
- ケビン・ラッド（2013年）
- ビル・ショーテン（英語版）（2013年 - 2019年）
- アンソニー・アルバニージー（2019年 - ）

## 派閥
労働党は常に党内左派と党内右派を持っていたが、1989年以降、正式な派閥として組織されている。二大派閥は、民主社会主義の理想を支持する労働左派と、社会民主主義の伝統を支持する労働右派に分けられる。

## 選挙結果
連邦代議院議員選挙
| 年     | 獲得議席 | 増減 | 得票数      | 得票率 | 選挙後の労働党 | 党首                       |
| ------ | -------- | ---- | ----------- | ------ | -------------- | -------------------------- |
| 2001年 | 65 / 150 | 2    | 4,341,420票 | 37.84% | 野党           | キム・ビーズリー           |
| 2004年 | 60 / 150 | 5    | 4,408,820票 | 37.63% | 野党           | マーク・レイサム           |
| 2007年 | 83 / 150 | 23   | 5,388,184票 | 43.38% | 過半数与党     | ケビン・ラッド             |
| 2010年 | 72 / 150 | 11   | 4,711,363票 | 37.99% | 少数与党       | ジュリア・ギラード         |
| 2013年 | 55 / 150 | 17   | 4,311,365票 | 33.38% | 野党           | ケビン・ラッド             |
| 2016年 | 69 / 150 | 14   | 4,702,296票 | 35.4%  | 野党           | ビル・ショーテン           |
| 2019年 | 68 / 151 | 1    | 4,752,631票 | 33.34% | 野党           | ビル・ショーテン           |
| 2022年 | 77 / 151 | 9    | 4,776,030票 | 32.58% | 過半数与党     | アンソニー・アルバニージー |
| 2025年 | 94 / 150 | 17   | 5,354,437票 | 34.5%  | 過半数与党     | アンソニー・アルバニージー |